# Justicialistická strana
Justicialistická strana (španělsky: Partido Justicialista) je argentinská politická strana, která vychází z politického dědictví a ideologie perónismu. Strana byla založena v roce 1947 Juanem Domingem Perónem a jeho manželkou Evou (Evitou) Perónovou. Původní název strany byl Perónistická strana. Název Justicialistická byl přijat v roce 1989. V současné době (2014) je nejsilnější politickou stranou v Argentině, avšak zůstává rozdělena do několika politických frakcí.

## Perónismus a Justicialistická strana
Justicialistická strana se považuje oficiálně za ideologického a politického dědice perónismu, avšak v posledních 20 letech prošla poměrně zásadními proměnami. Ideologie perónismu byla směsí několika různých politických ideologii charakteristických korporativismem čerpajícím z italského fašismu, nacionalismem a populismem. Významnou pro něj byla postava Juana Peróna, jež se stal v podstatě jejím hlavním ideologem. Perónismus se opíral především o odborové hnutí průmyslových dělníků a politiky nacionalizace průmyslu a státních záruk v oblasti sociální péče a zdravotnictví s cílem o zachování sociálního smíru a dosažení společenského blahobytu. Tento program si získal v Argentině 40. let 20. století masovou podporu. Generál Juan Domingo Perón byl prezidentem Argentiny v letech 1946 až 1951 a znovu v letech 1951 až 1955.
V roce 1955 byla vláda prezidenta Juana Peróna svržena vojenským pučem. Mezi roky 1955-1972 se strana nemohla oficiálně účastnit voleb a perónismus byl zakázán. Během 60. a 70. let se peronistické hnutí značně politicky fragmentovalo a bylo možné se v něm setkat s levicově orientovanou frakcí, stejně jako s radikálně pravicovou a antikomunistickou frakcí. V roce 1972 se Perón mohl do Argentiny vrátit a byl opět zvolen prezidentem. V úřadu v roce 1974 zemřel a nahradila ho jeho třetí žena Isabel Perón, jejíž vládu v roce 1976 sesadil vojenský puč. Během let 1976-1983 byly postoje strany vůči vojenské diktatuře ambivalentní. Někteří justicialisté sloužili v administrativě pod vojenskou vládou. V roce 1981 se strana přidala k tripartitnímu politickému hnutí za znovuobnovení demokracie v Argentině. V prvním svobodných volbách v roce 1983 zvítězila Radikální občanská strana pod vedením Raula Alfonsína se ziskem více než 46% hlasů. Perónisté získali 37%.

## Justicialistická strana po roce 1989
Strana se vrátila do vlády v následujících volbách v roce 1989, ve kterých získala celkem 47.5% hlasů. Její kandidát Carlos Saúl Menem se stal argentinským prezidentem v letech 1989 až 1999. V 90. letech přijala Justicialistická strana neoliberální rétoriku a politiky tzv. Washingtonského konsenzu, které vedly k široké privatizaci a deregulaci argentinské ekonomiky. V roce 1991 přistoupila Menemova vláda k tzv. plánu konvertibility, v rámci kterého bylo argentinské peso navázáno na americký dolar (1:1). Tento krok společně s masivními zahraničními investicemi zastavil inflaci a umožnil hospodářský růst země. V roce 1998 se ale země začala potýkat těžkostmi, které vyplývaly na jedné straně z růstu amerického dolaru (což mimo jiné zdražovalo argentinský export), na druhé z vysokého deficitu, který se vláda snažila řešit značnými půjčkami od Mezinárodního měnového fondu.Problémy argentinského hospodářství ještě zhoršila finanční krize v Rusku a ve východní Asii (obě v roce 1998), které destabilizovaly světovou ekonomiku. Výsledkem byl kolaps argentinské ekonomiky v roce 1999-2000. Justicialistický kandidát Eduardo Duhalde byl ve volbách v roce 1999 poražen opozičním kandidátem Fernandem de la Rúem.
Ekonomické těžkosti vedly k další fragmentací uvnitř Justicialistické strany. Po abdikaci F. de la Rúa se prozatímním prezidentem stal justicialista Eduardo Duhalde, který byl kritikem Menema. V roce 2003 vznikla volební aliance Fronta za vítězství, která kandidovala středolevého justicialistického guvernéra Santa Cruz Néstora Kirchnera proti znovukandidujícímu C. Menemovi za Frontu za loajalitu (Frente por la Lealtad) spojující konzervativně smýšlející justicialisty a další menší strany, a středopravému justicialistovi Adolfu Rodriguezovi Saá za Frontu spravedlnost, jednota a svoboda (Frende Justicia, Unión y Libertad). Tito tři justicialističní kandidáti získali v prvním kolem prezidentských voleb celkem 60.8% hlasů.
Vítězství N. Kirchnera neznamenalo ale sjednocení strany. V roce 2004 vytvořil Carlos Menem další frakci Justicialistické strany s názvem Lidový perónismus v rámci které chtěl kandidovat v roce 2007 na úřad prezidenta. V letech 2003-2007 se nicméně upevnila pozice justicialistické frakce prezidenta N. Kirchnera, který se stal předsedou strany. V roce 2007 byla prezidentkou Argentiny zvolena Cristina Fernández de Kirchner, rovněž členka Justicialistické strany a kandidátka její středolevé frakce Fronta za vítězství. Pozice této frakce ale byla oslabena ve volbách v roce 2009, kde středolevá frakce utrpěla viditelnou volební porážku a Kirchner v důsledku toho rezignoval na funkci předsedy strany. V čele strany ho nahradil jeho bývalý viceprezident a guvernér provincie Buenos Aires Daniel Scioli. Oslabování Kirchnerovi frakce se projevilo otevřenou kritikou Kirchnera a Scioliho z řad poslanců v provincii Buenos Aires. Bývalý Kirchnerův spojenec a prozatímní prezident Eduardo Duhalde oznámil 1. března 2010 svojí kandidaturu na funkci prezidenta s komentářem, že Kirchnerovo vedení strany "kolabuje".